# Ribera del Duero

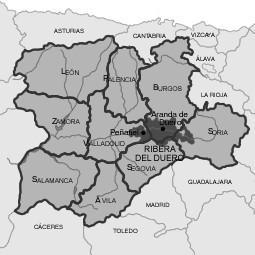
Weinbaugebiet Ribera del Duero

Ribera del Duero ist ein vom Río Duero durchflossenes und im Norden vom Río Esgueva begrenztes Weinbaugebiet im Norden Spaniens; gleichzeitig ist es auch der Name einer Verwaltungseinheit (comarca) in der Region Kastilien-León in Spanien. In den 1980er und 1990er Jahren erlebte das Gebiet eine rasante Entwicklung und gehört mittlerweile zu den bekanntesten Regionen Spaniens und hat sich auf den internationalen Märkten einen guten Namen erarbeitet. Im Jahr 2010 waren 20.841 ha Rebfläche bestockt, die von 8252 Winzern bearbeitet wurden. Wirtschaftliches Zentrum der Region ist die Stadt Aranda de Duero.

## Geschichte

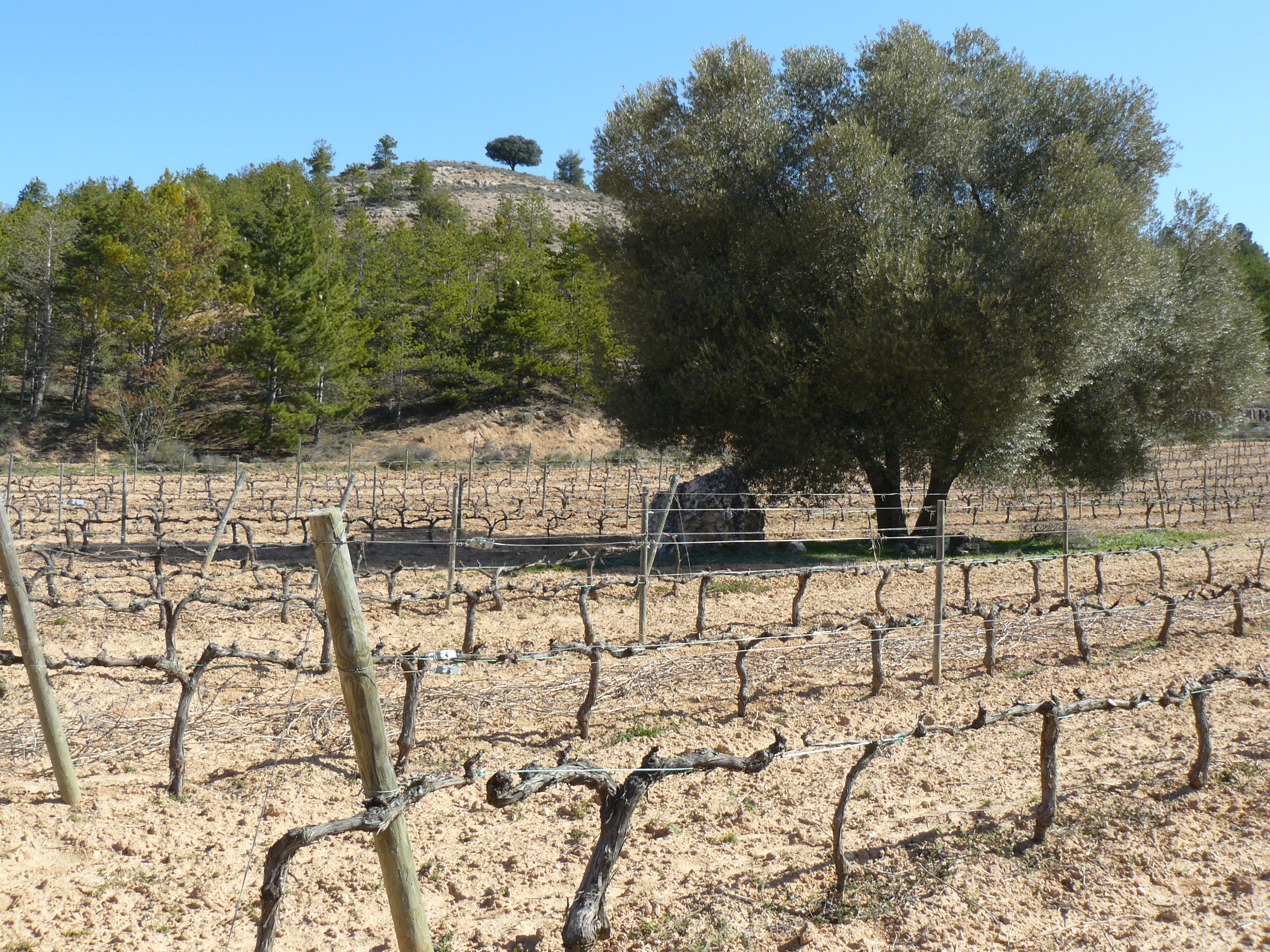
Weinfelder bei Gumiel de Mercado

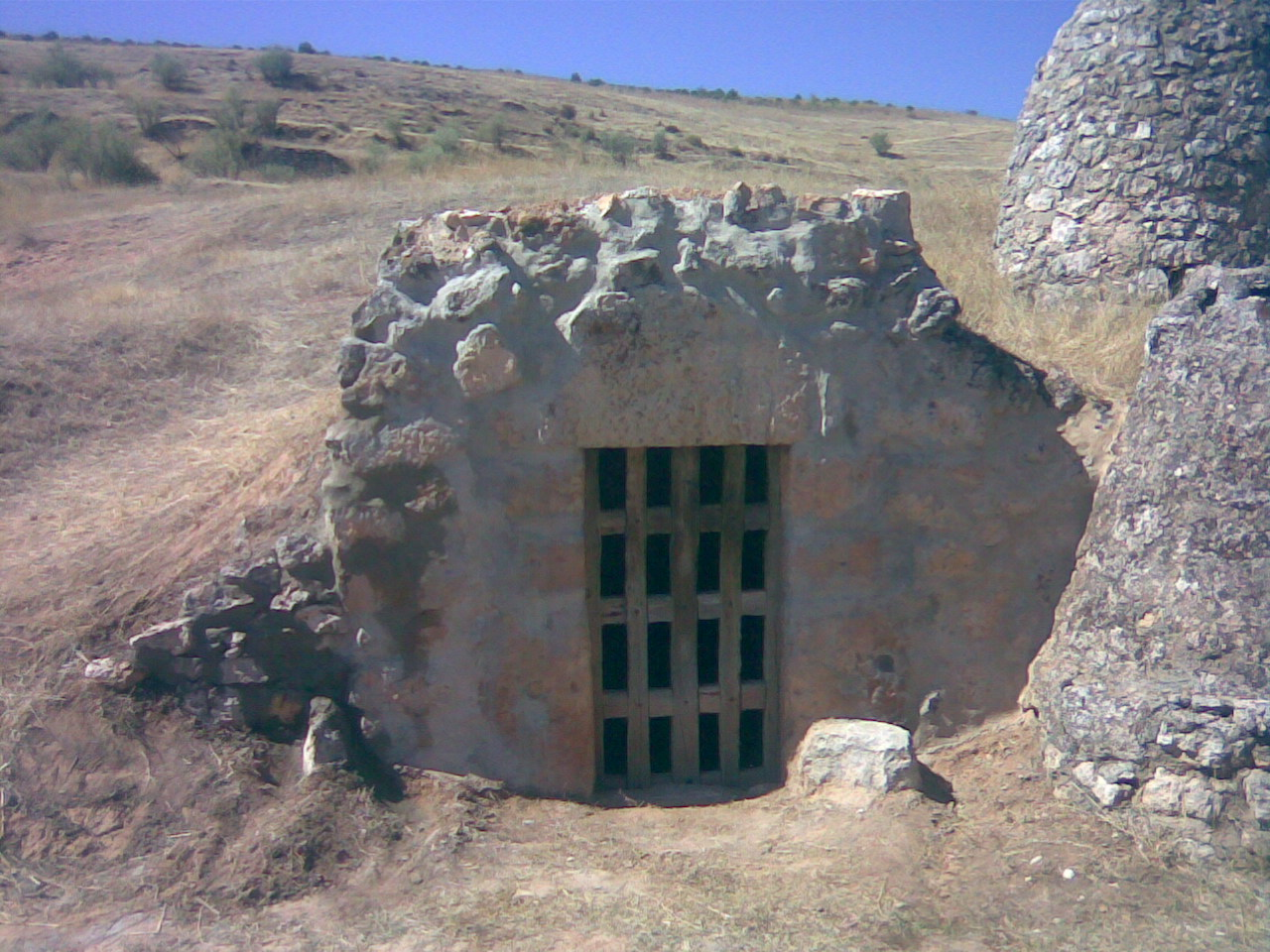
Ländliche Weinkeller (bodegas)

Die Geschichte des Weinbaus in Ribera del Duero ist lang. Im Jahr 1972 entdeckte man bei der Ortschaft Baños de Valdearados ein nahezu 2000 Jahre altes römisches Mosaik. Auf einer Größe von 66 m² wird die Gottheit Bacchus mit Ariadne und Ampelos dargestellt. Trotz der Belege aus frühester Zeit beginnt der systematische Weinbau erst im Mittelalter mit der Gründung der Städte San Esteban de Gormaz, Roa, Aranda de Duero oder Peñafiel. Schon bald entwickelte sich der Wein zu einem Handelsgut in das übrige Königreich Kastilien. Im 15. Jahrhundert wurden erste gesetzliche Bestimmungen bezüglich des Anbaus und des Handels verabschiedet. Trotz einiger Rückschläge entwickelte sich das Gebiet bis Ende des 19. Jahrhunderts weiterhin positiv; die Rebfläche war auf fast 50.000 ha angewachsen. Die Reblaus, der Mehltau und die Agrarpolitik Francos führten im ausgehenden 19. und im frühen 20. Jahrhundert zu einer echten Krise.
Dank des beständigen Beweises eines Qualitätsanbaus durch das Weingut Vega Sicilia erhielt das Gebiet am 21. Juli 1982 den Status einer D.O. (Denominacion de Origen). Zu jener Zeit waren 13 Weingüter zugelassen und die Rebfläche betrug ca. 6000 ha. Heute sind 178 Weingüter von der Regulierungsbehörde anerkannt, die ihr Rebmaterial von insgesamt 8135 Winzern beziehen. Inzwischen ist die Rebfläche wieder auf über 20.000 ha angewachsen.

## Klima
Das Klima zeigt somit eine Mischung aus kontinentalen und mediterranen Einflüssen; es ist trocken mit durchschnittlichen Niederschlagsmengen von ca. 450 mm/Jahr und einer durchschnittlichen Sonnenscheindauer von ca. 2350 Stunden. Die Sommer sind heiß mit Tagesmaxima bis über 40 °C, nachts sinkt die Temperatur bis auf 10–15 °C ab. Die Winter sind vergleichsweise lang und kalt: es wurden Minima von −18 °C gemessen. Durch den langen Winter beschränkt sich die für den Weinbau relevante Vegetationszeit auf ca. 110 Tage. Typisch sind auch starke Tag-Nacht-Temperaturschwankungen.

## Geographie
Der Fluss Duero hat dem 115 km langen und maximal 35 km breiten Weinbaugebiet seinen Namen gegeben; es beschränkt sich aber keineswegs nur auf Uferlagen am Fluss. Das Gebiet vereint Teile der vier Provinzen Burgos, Segovia, Soria und Valladolid und ist Teil der sanft hügeligen kastilischen Hochebene. Die Tallagen befinden sich auf einer Höhe von 750 bis 850 m. Außerhalb der Lagen am Fluss sind die Böden sandig und liegen auf Gesteinsschichten aus Kalkstein.

## Gemeinden
| Gemeinde                   | Einwohner (2024) | Fläche km² | Dichte Einw./km² | Cod INE | Postleitzahl |
| -------------------------- | ---------------- | ---------- | ---------------- | ------- | ------------ |
| Adrada de Haza             | 205              | 10,28      | 20               | 09003   | 09462        |
| Anguix                     | 156              | 13,44      | 12               | 09017   | 09313        |
| Aranda de Duero            | 33.757           | 127,28     | 265              | 09018   | 09400        |
| Arandilla                  | 155              | 26,68      | 6                | 09019   | 09410        |
| Bahabón de Esgueva         | 84               | 21,39      | 4                | 09033   | 09350        |
| Baños de Valdearados       | 318              | 36,52      | 9                | 09035   | 09450        |
| Berlangas de Roa           | 203              | 15,71      | 13               | 09051   | 09316        |
| Brazacorta                 | 45               | 21,08      | 2                | 09055   | 09490        |
| Cabañes de Esgueva         | 149              | 26,57      | 6                | 09061   | 09350        |
| Caleruega                  | 400              | 47,63      | 8                | 09064   | 09451        |
| Campillo de Aranda         | 171              | 23,92      | 7                | 09065   | 09493        |
| Castrillo de la Vega       | 621              | 26,42      | 24               | 09085   | 09391        |
| Coruña del Conde           | 100              | 34,35      | 3                | 09112   | 09410        |
| La Cueva de Roa            | 89               | 11,91      | 7                | 09117   | 09319        |
| Fresnillo de las Dueñas    | 693              | 13,69      | 51               | 09131   | 09491        |
| Fuentecén                  | 237              | 17,05      | 14               | 09136   | 09315        |
| Fuentelcésped              | 273              | 22,42      | 12               | 09137   | 09471        |
| Fuentelisendo              | 99               | 6,97       | 14               | 09138   | 09318        |
| Fuentemolinos              | 91               | 12,81      | 7                | 09139   | 09315        |
| Fuentenebro                | 136              | 38,99      | 3                | 09140   | 09461        |
| Fuentespina                | 816              | 12,03      | 68               | 09141   | 09470, 09471 |
| Gumiel de Izán             | 584              | 75,50      | 8                | 09151   | 09370        |
| Gumiel de Mercado          | 380              | 57,71      | 7                | 09152   | 09443        |
| Haza                       | 34               | 82,30      | 0                | 09155   | 09463        |
| Hontangas                  | 99               | 12,22      | 8                | 09160   | 09462        |
| Hontoria de Valdearados    | 164              | 33,58      | 5                | 09164   | 09450        |
| La Horra                   | 303              | 29,99      | 10               | 09168   | 09311        |
| Hoyales de Roa             | 212              | 12,78      | 17               | 09170   | 09316        |
| Mambrilla de Castrejón     | 107              | 16,04      | 7                | 09199   | 09317        |
| Milagros                   | 415              | 22,03      | 19               | 09218   | 09460        |
| Moradillo de Roa           | 170              | 13,81      | 12               | 09228   | 09462        |
| Nava de Roa                | 199              | 22,35      | 9                | 09229   | 09318        |
| Olmedillo de Roa           | 179              | 26,03      | 7                | 09235   | 09311        |
| Oquillas                   | 49               | 14,98      | 3                | 09239   | 09350        |
| Pardilla                   | 102              | 15,20      | 7                | 09253   | 09462        |
| Pedrosa de Duero           | 460              | 69,86      | 7                | 09256   | 09314        |
| Peñaranda de Duero         | 465              | 64,53      | 7                | 09261   | 09410        |
| Pineda Trasmonte           | 98               | 28,17      | 3                | 09267   | 09349        |
| Pinilla Trasmonte          | 161              | 68,31      | 2                | 09270   | 09354        |
| Quemada                    | 238              | 20,84      | 11               | 09279   | 09454        |
| Quintana del Pidio         | 149              | 10,74      | 14               | 09281   | 09370        |
| Roa                        | 2.244            | 48,92      | 46               | 09321   | 09300        |
| San Juan del Monte         | 152              | 26,50      | 6                | 09337   | 09490        |
| San Martín de Rubiales     | 139              | 19,40      | 7                | 09339   | 09317        |
| Santa Cruz de la Salceda   | 134              | 25,86      | 5                | 09345   | 09471        |
| Santa María del Mercadillo | 108              | 30,21      | 4                | 09352   | 09353        |
| Santibáñez de Esgueva      | 77               | 22,25      | 3                | 09355   | 09350        |
| La Sequera de Haza         | 27               | 6,84       | 4                | 09365   | 09462        |
| Sotillo de la Ribera       | 470              | 42,46      | 11               | 09369   | 09441        |
| Terradillos de Esgueva     | 64               | 14,39      | 4                | 09380   | 09442        |
| Torregalindo               | 123              | 15,36      | 8                | 09387   | 09493        |
| Torresandino               | 574              | 93,20      | 6                | 09390   | 09310        |
| Tórtoles de Esgueva        | 387              | 79,20      | 5                | 09391   | 09312        |
| Tubilla del Lago           | 171              | 23,21      | 7                | 09396   | 09453        |
| Vadocondes                 | 364              | 25,69      | 14               | 09400   | 09491        |
| Valdeande                  | 98               | 30,98      | 3                | 09403   | 09453        |
| Valdezate                  | 121              | 20,47      | 6                | 09405   | 09318        |
| La Vid y Barrios           | 245              | 37,58      | 7                | 09421   | 09491        |
| Villaescusa de Roa         | 90               | 17,50      | 5                | 09428   | 09314        |
| Villalba de Duero          | 706              | 13,75      | 51               | 09438   | 09443        |
| Villalbilla de Gumiel      | 74               | 26,41      | 3                | 09440   | 09453        |
| Villanueva de Gumiel       | 279              | 22,33      | 12               | 09451   | 09450        |
| Villatuelda                | 53               | 15,30      | 3                | 09464   | 09310        |
| Zazuar                     | 209              | 22,58      | 9                | 09483   | 09490        |
| Comarca Ribera del Duero   | 50.275           | 1.959,65   | 26               | –       | –            |

Auf dem Gebiet der Comarca befinden sich noch die folgenden drei gemeindefreien Gebiete (Comunidades) auf einer Gesamtfläche von 15,15 km²:
| Comunidad                                             | Fläche   |
| ----------------------------------------------------- | -------- |
| Comunidad de Aldehorno y Moradillo de Roa:            | 9,78 km² |
| Comunidad de La Aynosa:                               | 4,74 km² |
| Comunidad de Cilleruelo de Arriba y Pineda Trasmonte: | 0,63 km² |

## Rebsorten
Ribera del Duero ist eine der Gegenden, in denen der Tempranillo voll zur Entfaltung kommt. Diese Rebsorte heißt hier Tinta del Pais. Sie unterscheidet sich durchaus vom Traubenmaterial in Rioja. Am Duero sind die Trauben kleiner und die Schalen dicker; der Most ist somit konzentrierter. In kleinen Mengen werden auch Cabernet Sauvignon, Merlot, Malbec, Garnacha tinta und Albillo Mayor angebaut.